# Pákistánské námořnictvo
Pákistánské námořnictvo je součástí pákistánských ozbrojených sil. Přes svou poměrně krátkou historii už má za sebou například účast ve třech Indicko-pákistánských válkách. Námořnictvo tvoří 26 000 příslušníků, 5000 záložníků a 1200 námořních pěšáků. Jádro pákistánské floty tvoří 11 fregat a pět diesel-elektrických ponorek, které doplňuje řada menších plavidel. Námořní letectvo tvoří především hlídkové letouny a vrtulníky. Jména pákistánských válečných lodí začínají prefixem PNS.

## Složení

### Fregaty

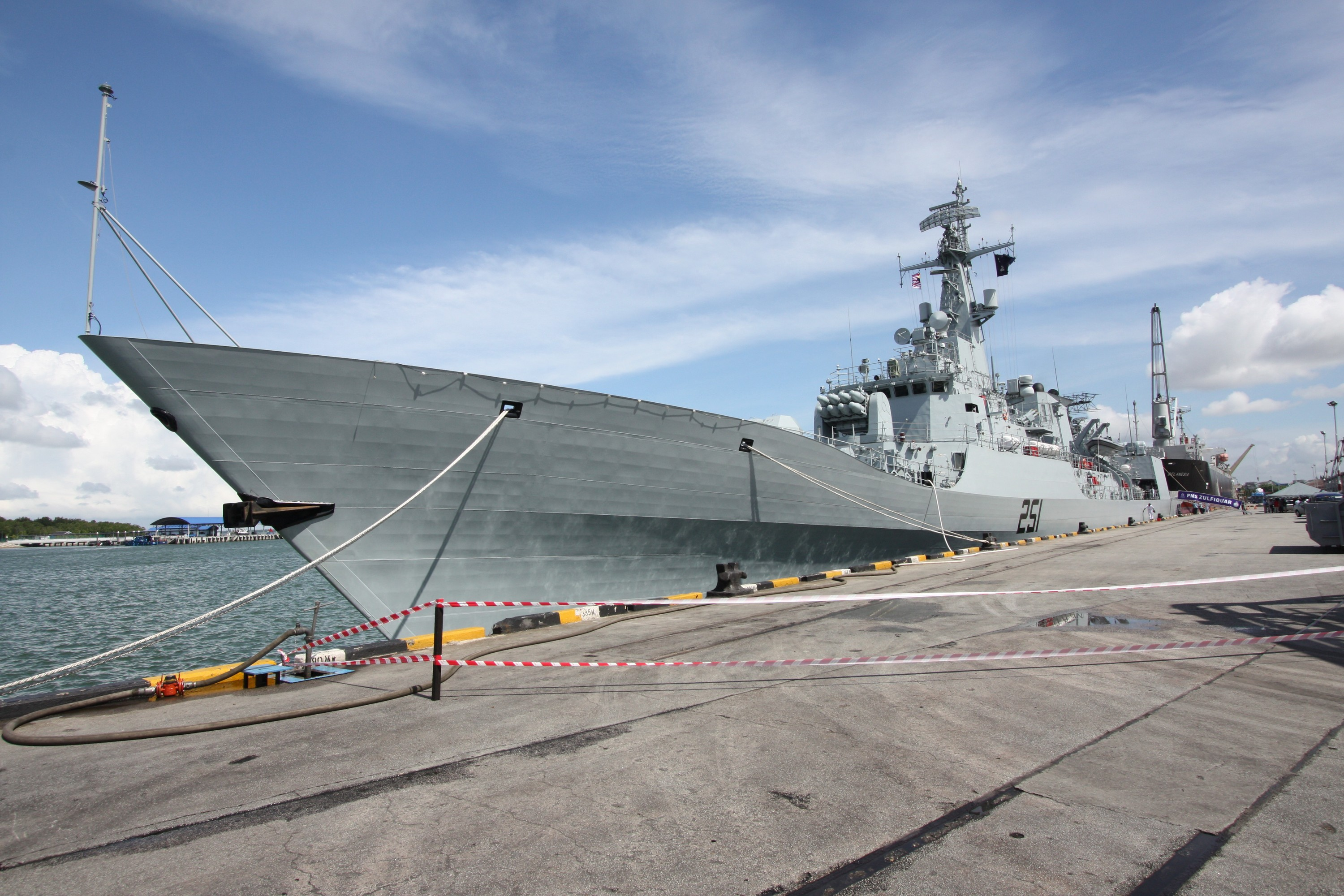
Fregata Zulfiquar

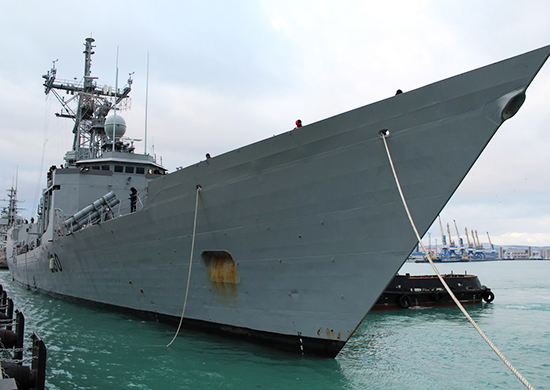
Fregata Alamgir

- Třída Tughril (typ 054A/P)
  - Tughril (261)
  - Taimur (262)
  - Tippu Sultan (263)
  - Shahjahan (264)

- Třída F-22P Zulfiquar
  - Zulfiquar (251)
  - Shamsheer (252)
  - Saif (253)
  - Aslat (254)

- Třída Oliver Hazard Perry
  - Alamgir (260, ex USS McInerney)

### Korvety
- Třída Babur
  - Babur (280)

### Ponorky
- Třída Hashmat (Agosta 70)
  - Hashmat (135)
  - Hurmat (136)

- Třída Khalid (Agosta 90B)
  - Khalid (137)
  - Saad (138)
  - Hamza (139)

### Raketové čluny
- Třída Azmat
  - Azmat (1013)
  - Dahshat (1014)
  - Himmat (1027)
  - Haibat (1021)

- Třída Jurrat
  - Jurrat (1023)
  - Quwwat (1028)

- Třída Jalalat
  - Jalalat (1022)
  - Shujaat (1024)

### Oceánské hlídkové lodě
- Třída Hunain
  - Hunain (273)
  - Yamama (274)

- Třída Yarmook
  - Yarmook (271)
  - Tabuk (272)

### Hlídkové čluny

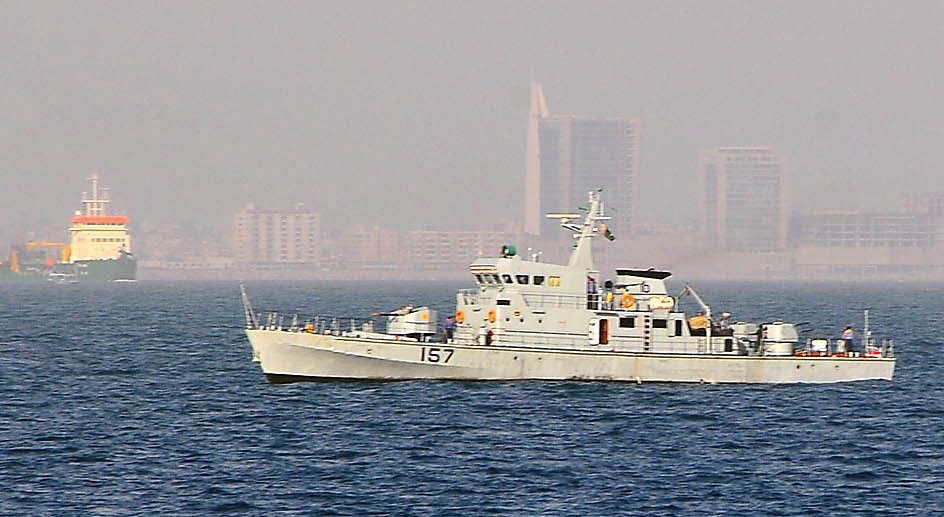
Hlídkový člun Larkana

- Larkana (157)

### Minolovky
- Třída Tripartite[2]
  - Muhafiz (163)
  - Mujahid (164)
  - Munsif (166)

### Pomocné lodě
- Moawin (A39) – tanker

- Zásobovací tanker typu 905
  - Nasr (47) – tanker

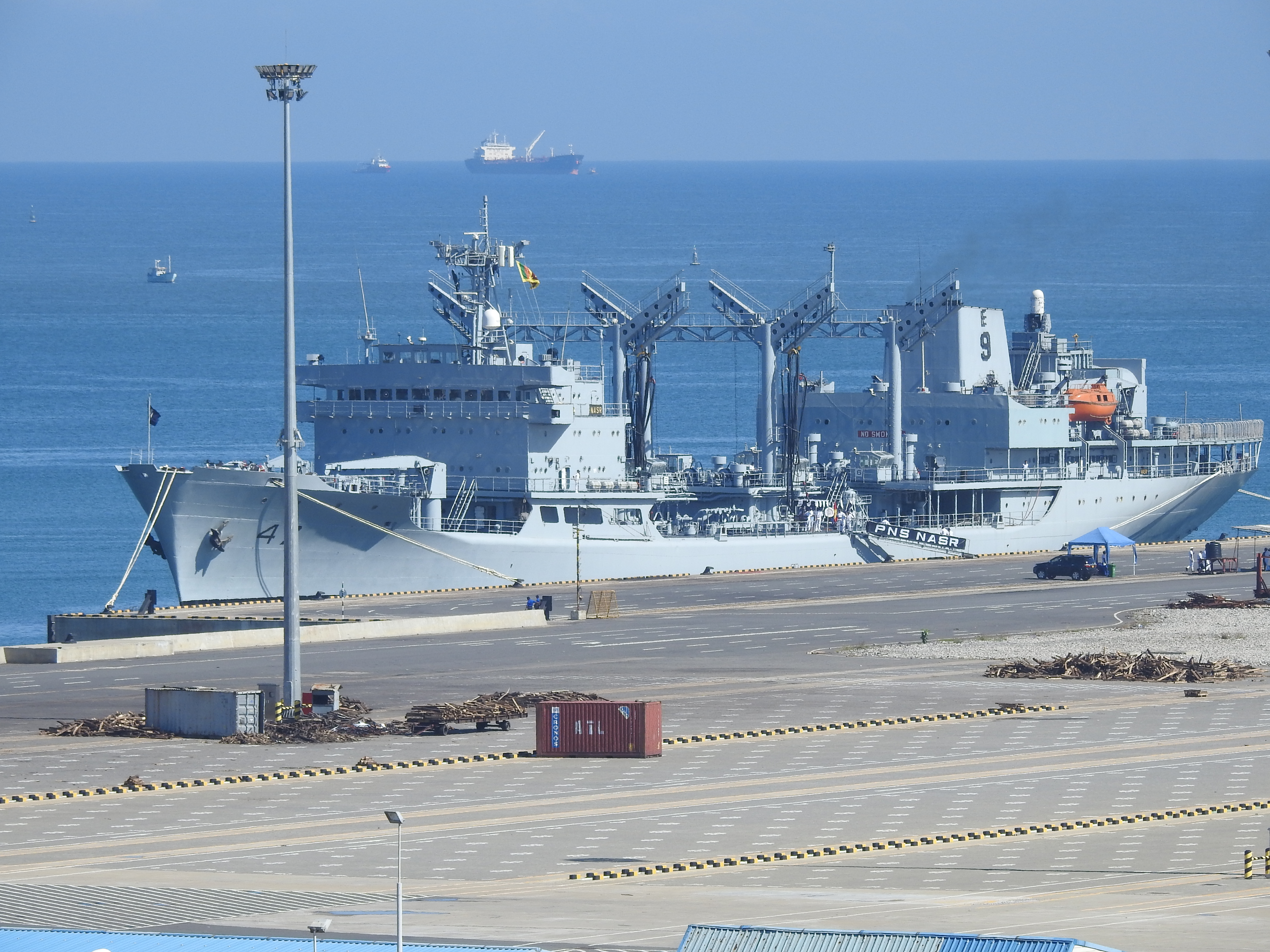
Nasr (47)

- Moawin (20) (ex Poolster) – tanker

- Třída Gwadar – pobřežních tanker
  - Gwadar (41)
  - Kalmat (29)

- Behr Massah – výzkumná loď[3][4]

## Plánované
- Třída Hangor (8 ks) – ponorky čínské konstrukce, derivát typu 039A/B[5]
- Třída Babur (3 ks) – korvety turecké konstrukce, derivát korvet třídy Ada.
- Třída Sahiwal (20 ks) – 38,8m dělové čluny Swiftships[6]